# 万里小路睦子
万里小路 睦子（までのこうじ ちかこ、天保5年6月15日（1834年7月21日） - 大正10年（1921年）2月20日）は、江戸時代後期から大正時代の女性。第9代水戸藩主徳川斉昭の側室。松平昭訓、有栖川宮熾仁親王妃貞子、土浦藩主土屋挙直、水戸藩主徳川昭武、守山藩主松平頼之の母。
父は万里小路建房。初名富姫。側室になる際に仁科氏の実子扱いの養女となり、仁科睦子ともいう。秋と称する。斉昭没後は秋庭と号し、後にこれを戸籍名として水戸徳川家に入籍したため、戸籍氏名は徳川秋庭。また万里小路秋庭とも称される。お印は雀。

## 生涯
権大納言万里小路建房の七女（または六女）として京に生まれる。母は家女房・安藤寿美。同母妹に宮中女官となった万里小路幸子（浜萩典侍）がいる。建房が50歳を超えてからの娘で、家督を継いだ異母兄万里小路正房は32歳上、甥の万里小路博房も10歳年上である。
嘉永元年（1848年）、江戸に下り水戸藩の前藩主・徳川斉昭の側室となった」。権大納言の娘をそのまま側室とすることがはばかられたのか、一条家医師仁科周良の実子扱いで養女となり、この頃に「睦子」と諱を付けられたと考えられる。中臈となり「秋」と称された。側室の中で最も厚遇されたという。同年12月（1849年1月）余四麿（松平昭訓）、嘉永3年（1850年）茂姫（貞子）、嘉永5年（1852年）余七麿（土屋挙直）、嘉永6年（1853年）余八麿（徳川昭武）、安政3年（1856年）廿麿、安政5年（1858年）廿二麿（松平頼之）の5男1女を産んだ。
安政6年（1859年）8月、斉昭が水戸で永蟄居中に死去すると「秋庭」と号し、のち明治時代にこれを戸籍名とした。
明治17年（1884年）6月、前年に水戸徳川家当主を隠居していた昭武とともに、松戸邸（現在の千葉県松戸市にある戸定邸）に移り住んだ。
大正10年（1921年）、満86歳で死去（享年88）。染井霊園の松戸徳川家墓地に埋葬された。

## 文芸等
訃報記事に「書、歌に秀で、徳川斉昭の歌の編輯」をしたことが伝えられ、歌集としては『面影』『秋庭詠草』がある。
また、歌集、物語の書写物も多く残している。とくに擬古物語の書写本は6本が現存しており、近世女性としては特筆すべき多さである。
他には、篳篥の演奏を得意とし、万年青の栽培も趣味とした。
また、祖先に後醍醐天皇の側近・万里小路藤房を持つことから、南朝に強い関心を持っていたらしい。水戸藩の『大日本史』では南朝を正統としており、斉昭も当然ながら南朝びいきであった。川路聖謨が奈良奉行の頃、南朝の御所跡に生えていた竹を切って、斉昭に贈ったことがあった。この時睦子は、万里小路家に分けてやりたいので、この竹を少しでも分けてほしいと斉昭に申し出たという。